# Phialophora mustea
Phialophora mustea är en svampart som beskrevs av Neerg. 1942. Phialophora mustea ingår i släktet Phialophora och familjen Herpotrichiellaceae.   Inga underarter finns listade i Catalogue of Life.